# Ternstroemia jelskii
Ternstroemia jelskii là một loài thực vật có hoa trong họ Pentaphylacaceae. Loài này được (Szyszyl.) Melch. miêu tả khoa học đầu tiên năm 1925.